# (32775) 1986 WP2
1986 دابليو بي 2 (ويعرف أيضًا باسم (32775) 1986 دابليو بي 2 وفق تسمية الكوكب الصغير) (بالإنجليزية: 1986 WP2)‏ هو كويكب ضمن حزام الكويكبات؛ وترتيبه 32775 من حيث الاكتشاف.
اكتُشف هذا الجُرم الفلكي بواسطة تاكيشي أوراتا ‏ في 29 نوفمبر 1986.

## وصلات خارجية
- (32775) 1986 WP2 في قاعدة بيانات مختبر الدفع النفاث لأجرام النظام الشمسي الصغيرة

- الاكتشاف · مخطط المدار ·  العناصر المدارية · المعلمات المادية

- (32775) 1986 WP2 على موقع ويكي سكاي: DSS2, SDSS, GALEX, IRAS, Hydrogen α, X-Ray, Astrophoto, Sky Map, Articles and images